# Aussiedlerhof Eubigheimerweg
Aussiedlerhof Eubigheimerweg ist ein Wohnplatz auf der Gemarkung des Boxberger Stadtteils Uiffingen im Main-Tauber-Kreis im fränkisch geprägten Nordosten Baden-Württembergs.

## Geographie

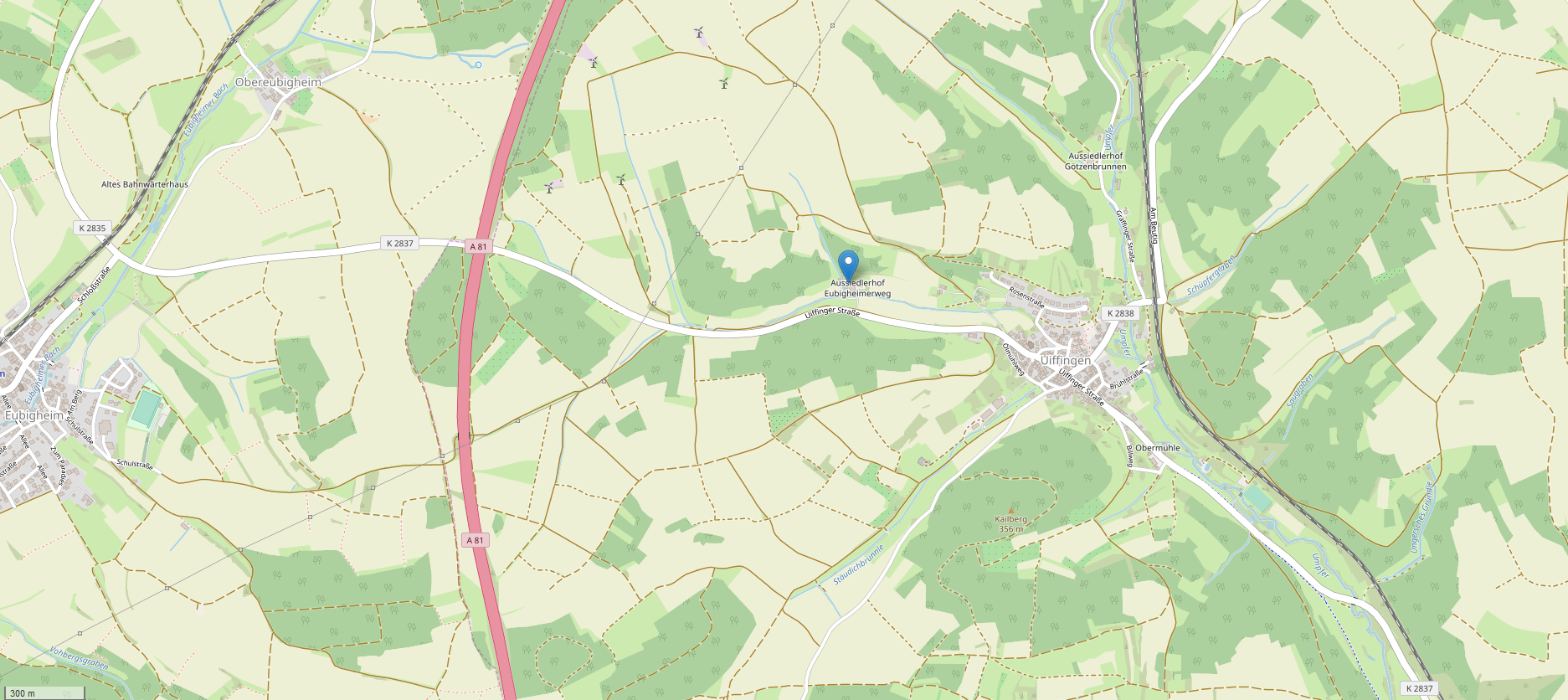
Lage des Aussiedlerhofs Eubigheimerweg

Der Wohnplatz Aussiedlerhof Eubigheimerweg liegt etwa 500 Meter westlich von Uiffingen. Die Gemarkung wird durch den Eubigheimer Talbach entwässert, der am Wohnplatz vorbeiführt.

## Geschichte
Der Ort kam als Teil der ehemals selbständigen Gemeinde Uiffingen am 1. Januar 1973 zur Stadt Boxberg.

## Verkehr
Der Aussiedlerhof Eubigheimerweg ist über einen von der K 2837 (Uiffinger Straße) abzweigenden Wirtschaftsweg zu erreichen.